# Pīrhādī
Pīrhādī (persiska: پیرهادی) är en ort i Iran.   Den ligger i provinsen Västazarbaijan, i den nordvästra delen av landet, 600 km väster om huvudstaden Teheran. Pīrhādī ligger 1 544 meter över havet och antalet invånare är 160.
Terrängen runt Pīrhādī är huvudsakligen kuperad. Pīrhādī ligger nere i en dal. Runt Pīrhādī är det ganska tätbefolkat, med 185 invånare per kvadratkilometer. Närmaste större samhälle är Urmia, 14,6 km nordost om Pīrhādī. Trakten runt Pīrhādī består i huvudsak av gräsmarker.